# Michael Stifel
Michael Stifel (Esslingen, Alemania 1487-Jena, Alemania 19 de abril de 1567) fue un fraile alemán, matemático y uno de los primeros seguidores de Martin Lutero. Descubrió los logaritmos e inventó una primigenia forma de tablas logarítmicas antes que John Napier. Fue profesor de matemáticas en la Universidad de Jena. 

## Biografía

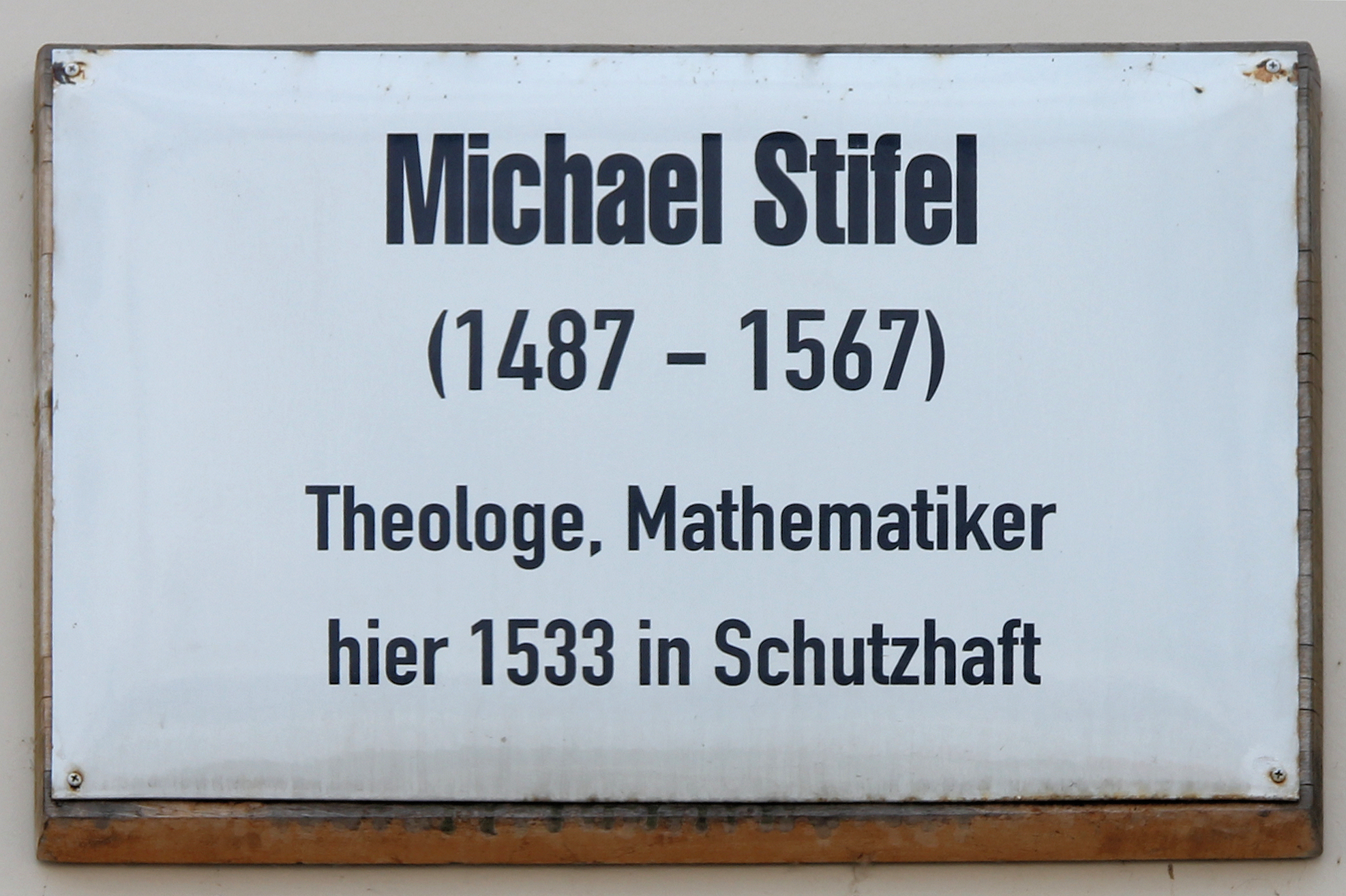
Placa recordatoria en Wittenberg (Schlossstraße 14-15): «Michael Stifel (1487-1567) teólogo, matemático estuvo aquí en prisión preventiva en 1533»

Stifel estudió en la Universidad de Wittenberg, y se hizo monje agustino en 1511, pero abandonó el convento en 1522 al hacerse luterano y convirtiéndose en Pastor al año siguiente. Por recomendación de Lutero, Stifel fue nombrado párroco titular en Lochau, donde se casó con la viuda de su predecesor. Allí se obsesionó con la numerología y realizó una interpretación matemática de  las palabras y letras de la Biblia con el objetivo de predecir el Apocalipsis. Llegó a la conclusión de que el Día del Juicio ocurriría el 19 de octubre de 1533 a las ocho en punto de la mañana y divulgó esta predicción en su texto Vom End der Welt(«Del fin del mundo»), publicado en  Wittenberg en 1532. Al fallar su predicción fue detenido y encarcelado durante cuatro semanas. Al salir de prisión ya no regresó a Lochau, ni tampoco realizó más vaticinios con su método. 
En 1535 fue enviado a la parroquia de Holzdorf, donde estuvo 12 años y continuó sus estudios de matemáticas de una forma más seria. A instancias de su mentor, Jacob Milich, escribió un compendio de aritmética y álgebra. Al estallar la guerra, se trasladó a Prusia y comenzó a impartir Matemáticas y Teología en la Universidad de Königsberg. En 1559 la Universidad de Jena le contrató para enseñar Matemáticas y Geometría.

## Obra
Su trabajo más importante es [Aritmetica integra], publicado en 1545. Contiene muy importantes innovaciones en notación matemática, entre ellas el primer uso de multiplicación por yuxtaposición (sin el símbolo entre los factores) en Europa. También fue el primero en usar el término exponente para las potencias, ofrece las fórmulas para el producto y la división de potencias de la misma base. El libro contiene una tabla de enteros y potencias de 3 que se ha considerado como una primera versión de una tabla de logarítmos. En su obra trata los números negativos a los que llama numeri absurdis. En su época dichos números eran considerados ilógicos y extravagantes, sin embargo Stifel los utiliza sin diferenciarlos de los positivos. También discute las propiedades de los números irracionales y si son o no ficticios y termina por considerarlos necesarios para las matemáticas.